# Abend wird es wieder

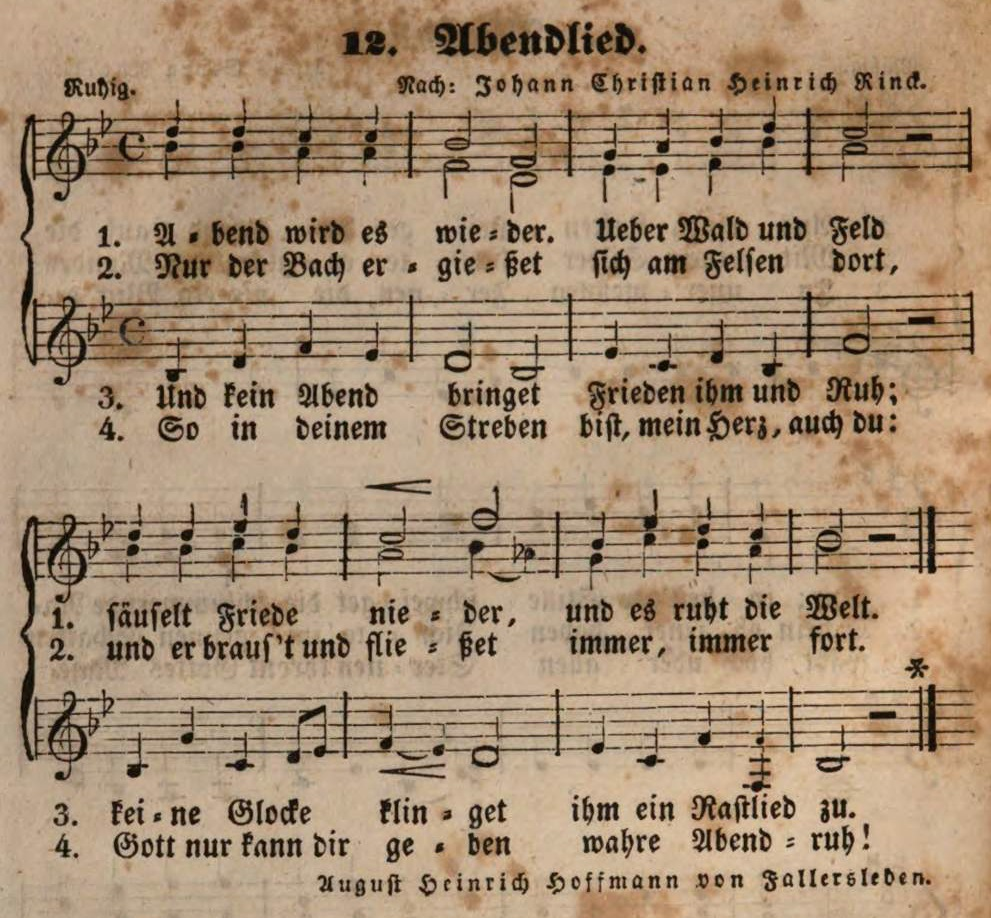
Abend wird es wieder in Ludwig Erks Liederkranz, 1841

Abend wird es wieder ist ein bekanntes deutsches Volkslied mit Text von August Heinrich Hoffmann von Fallersleben und einer Melodie von Johann Christian Heinrich Rinck.

## Geschichte
Hoffmann von Fallersleben beschäftigte sich seit den 1820er Jahren intensiv mit dem Sammeln und der Analyse von Volksliedern. Parallel dazu entstanden eigene volksliedhafte Gedichte und Liebeslyrik, die von der Spätromantik beeinflusst waren. Der Text Abend wird es wieder stammt aus dem Jahr 1837. Die Entstehung fällt in eine Schaffenskrise Hoffmanns in seiner Breslauer Zeit aufgrund seiner Mehrfachbelastung als Professor und Bibliothekar. Abend wird es wieder bezeichnet er in seinen Erinnerungen als einen der wenigen Texte, mit deren Schaffen er sich trösten konnte. Das Gedicht erschien erstmals 1839 im Taschenbuch Gedenke Mein!

## Inhalt und Deutung
Das Lied greift den bereits in der Griechischen Mythologie bestehenden Gedanken von Hypnos, dem Schlaf, als Bruder von Thanatos, dem Tod, auf. Thematische Bezüge bestehen textlich auch zu den Versen des Barockdichters Friedrich Logau: „Tod ist ein langer Schlaf, Schlaf ist ein kurzer Tod, der lindert dir, und jener tilgt des Lebens Not!“
Diese aus der Antike und im Barock überlieferte gedankliche Vorstellung setzte sich in den Wiegen- und Abendliedern des 19. Jahrhunderts fort, so auch in Abend wird es wieder. Nach Auffassung des Schweizer Literaturwissenschaftlers Peter von Matt wurde „das Einschlafen durchaus nicht einfach als Übergang in einen seligen Zustand, sondern auch als Übergang in einen Zustand erlebt, der potentiell gefährlich ist.“ Das Nachtgebet ist somit das Gebet um Schutz in der Nacht, die auch in der christlichen Vorstellung die Zeit der Dämonen und des Teufels ist. In dieser Situation werden zum Schutz Instanzen wie die Eltern, höhere Mächte wie die Engel oder schließlich Gott selbst aufgeboten. Diese Vorstellung ging auch in die Kinderlieder der damaligen Zeit ein.

## Vertonungen
Das Lied wird heute auf eine Melodie gesungen, die Johann Christian Heinrich Rinck bereits 1827 – zehn Jahre vor der Entstehung von Hoffmann von Fallerslebens Text – für Männerchor komponiert hatte. Der Text in Kombination mit dieser heute üblichen Melodie erschien 1841 in Ludwig Erks Sammlung Liederkranz. Auf Rincks Melodie wurde im 19. Jahrhundert auch das Weihnachtslied Alle Jahre wieder gesungen. Das französische Weihnachtslied Il vient sur la terre verwendet ebenfalls diese Melodie.
In Sammlungen, an denen Hoffmann von Fallersleben selbst als Herausgeber beteiligt war, erschien das Lied auf zwei andere Melodien: 1845 erschien es in einer Vertonung von Friedrich August Leberecht Jakob (1803–1884) in gedruckter Fassung in der Sammlung Fünfzig neue Kinderlieder im Verlag von Friedrich Bassermann in Mannheim; die zweite Auflage erschien 1866. In Hoffmanns Deutschem Volksgesangbuch von 1848 erscheint der Text auf die Melodie Freiheit, die ich meine von Karl August Groos aus dem Jahr 1817. Im 19. Jahrhundert war der Text ferner auf eine Melodie von Hans Georg Nägeli verbreitet, auf die auch der Text Goldne Abendsonne, wie bist du so schön von Anna Barbara Urner gesungen wurde.
Weitere Vertonungen des Textes stammen von Carl Ferdinand Adam (Fünfstimmiger Satz für Männerchor; Rotter, Dresden, 1841), Eduard Marxsen (op. 53,1; 1846), Louis Schlottmann (op. 17,3; 1867), Friedrich von Wickede (op. 38,3; 1874), Franz Lachner (op. 187,3; 1879), Alexis Hollaender (op. 32,6; 1883), Heinrich Reimann (op. 21,8; 1889) und Armand Erdös.

## Rezeption
Die Popularität des Liedes Abend wird es wieder dauert bis heute an. Das Lied wurde im März 2010 in die Wiegenlieder-Serie aufgenommen, die gemeinsam von SWR 2, dem Carus-Verlag und von Zeit Online präsentiert wurde. Dort wurde es von Roman Trekel interpretiert.
Der norwegische lutherische Bischof Peter Hognestad (1866–1931) verfasste eine Nachdichtung Fager kveldsol smiler, die als Kirchenlied besonders bei Begräbnissen gesungen wird.

## Text
Abend wird es wieder:

über Wald und Feld

säuselt Frieden nieder,

und es ruht die Welt.

Nur der Bach ergießet

sich am Felsen dort,

und er braust und fließet

immer, immer fort.

Und kein Abend bringet

Frieden ihm und Ruh,

keine Glocke klinget

ihm ein Rastlied zu.

So in deinem Streben

bist, mein Herz, auch du:

Gott nur kann dir geben

wahre Abendruh.

## Audiodateien
- Wibke Gerking: Wiegenlieder: Abend wird es wieder SWR2-Podcast, 9. März 2010 (Audio-Datei)
- Abend wird es wieder, vierstimmig (Weiberconsort)